# Santana do Deserto (ort)
Santana do Deserto är en ort i Brasilien.   Den ligger i kommunen Santana do Deserto och delstaten Minas Gerais, i den sydöstra delen av landet, 800 km sydost om huvudstaden Brasília. Santana do Deserto ligger 377 meter över havet och antalet invånare är 3 860.
Terrängen runt Santana do Deserto är huvudsakligen kuperad, men åt nordost är den platt. Närmaste större samhälle är Três Rios, 19,0 km söder om Santana do Deserto.
Omgivningarna runt Santana do Deserto är huvudsakligen savann. Runt Santana do Deserto är det tätbefolkat, med 308 invånare per kvadratkilometer.